# ОКА-21
«ОКА-21» — одноместный тренировочный планёр-паритель, сконструированный в 1931 году инженером-конструктором О. К. Антоновым и построенным по модернизированному проекту лётчиком-испытателем, планеристом Н. С. Юдиным в 1933 году.

## Описание
Планёр был сконструирован в Центральном бюро планерных конструкций (ЦБПК) и построен в Оренбурге. Планёр ОКА-21 был первым в СССР одноподкосным, однолонжеронным монопланом-парасоль с расчаленным к крылу хвостовым оперением. Особенностью планёра являлся фюзеляж, состоящий из двух лонжеронов высотой 200 мм, соединённых системой распорок и фанерных расчалок с пилоном для крепления крыла и лыжной коробкой, на которой располагалась кабина пилота. При такой конструкции крутящий момент от вертикального оперения передавался расчалками на крыло. Обтекатель кабины был съёмным, фюзеляж обтянут полотном, натянутым на проволоку.

## История
Участвовал в 9-х Всесоюзных планерных состязаний 1933 года (IX ВПС). На X Всесоюзных планерных состязаниях 1934 года (X ВПС) планер ОКА-21 проходил доработку по решению технического комитета. Были усилены крепления подкосов на фюзеляже, добавлена вторая пара расчалок хвоста и изменено крепление педалей управления. Из-за поздней готовности, после доработки, на X ВПС испытан в воздухе не был.